# Tomasz Garliński
Tomasz Garliński (5 settembre 1953) è un ex cestista polacco.

## Carriera
Con la Polonia ha disputato due edizioni dei Campionati europei (1975, 1979).

## Palmarès

### Giocatore
- Campionato polacco: 4

Śląsk Breslavia: 1976-77, 1978-79, 1979-80, 1980-81